# منوچهر هاشمی
منوچهر هاشمی، رئیس اداره هشتم ساواک بود. بر پایه یک گزارش که بی بی سی فارسی آن را منتشر کرده است او بعد از انقلاب ۵۷، به همراه علی‌اکبر فرازیان، مدیرکل اداره دوم ساواک، برای سازماندهی نهادهای اطلاعاتی و امنیتی ایران با دولت موقت مهدی بازرگان به توافق رسیدند.

## زندگی‌نامه
منوچهر هاشمی، در سال ۱۲۹۸ در خوی متولد شد. پس از سپری کردن دوران تحصیلات ابتدایی، در سال ۱۳۱۲ برای ادامه تحصیل راهی تهران شد و در دبیرستان نظام ثبت نام کرد؛ و در مقطعی با فرزندان رضاشاه هم‌درس بود. از ۱۳۱۸ وارد دانشکده افسری شد و در ۱۳۲۰ با درجه ستوان دومی فارغ‌التحصیل شد. 
او در رسته‌های مختلف نظامی در مناطق مختلف ایران فعالیت کرده و این روند تا ماه‌های نخست تأسیس ساواک ادامه داشت. منوچهر هاشمی پس از انتقال به ساواک در مناطق حساس و استراتژیکی مشغول به کار شد و از همان آغاز مورد توجه تیمور بختیار قرار گرفت و رئیس شعب ساواک در استانها شد.
هاشمی سالها رییس ساواک در استان فارس و استان خراسان بود.
وی از سال ۱۳۴۲ تا انتهای زمان خدمت یعنی شهریور ۵۷ که خود را بازنشسته نمود، مدیر اداره کل ضد جاسوسی ساواک بود.هاشمی دلیل بازنشسته کردن خود را عدم اعتقاد به مقدم که به تازگی به ریاست ساواک رسیده بود عنوان کرده است.
منوچهر هاشمی در آستانه سقوط حکومت پهلوی از ایران خارج شد و دربارهٔ زندگی و اقداماتش در ارتش و ساواک، کتابی با عنوان «داوری: سخنی در کارنامه ساواک» منتشر کرد. هاشمی در مصاحبه ای با شاهرخ مسکوب در پروژه ی تاریخ شفاهی هاروارد، اطلاعاتی از وقایع کاری خود در اتفاقات پس از اجرای اصلاحات ارضی را نقل می‌نماید که شایان توجه است.